# Borský Mikuláš
Borský Mikuláš és un poble i municipi d'Eslovàquia que es troba a la regió de Trnava, a l'oest del país.

## Història
La primera menció escrita de la vila es remunta al 1394.

## Demografia
| Godina             | 1994 | 2004   | 2014   | 2024   |
| ------------------ | ---- | ------ | ------ | ------ |
| Nombre de persones | 3826 | 3879   | 3937   | 4002   |
| Diferència         |      | +1,38% | +1,49% | +1,65% |

| Godina             | 2023 | 2024   |
| ------------------ | ---- | ------ |
| Nombre de persones | 4020 | 4002   |
| Diferència         |      | −0,44% |

## Persones il·lustres
- Ján Hollý (1785-1849): poeta i traductor eslovac.